# JXTA
JXTA (Juxtapose) — специфікації протоколів з обслуговування P2P-мереж для обміну даними різного типу. Проект був запущений корпорацією Sun Microsystems в 2001 для вирішення проблем, що стоять на шляху розвитку пірінгових мереж.
JXTA використовує відкриті протоколи XML і може бути реалізований на будь-якій сучасній мові програмування. На цей момент JXTA реалізований на J2SE, J2ME і Сі/Сі++/Сі#.
JXTA поширюється під ліцензією, похідною від Apache License.